# Levko Loukianenko
Pour les articles homonymes, voir Loukianenko (patronymie).
Levko Loukianenko, né le 24 août 1928 à Khrypivka (république socialiste soviétique d'Ukraine) et mort le 7 juillet 2018 à Kiev (Ukraine), est un homme politique soviétique puis ukrainien, ancien dissident durant l'époque soviétique et auteur de la déclaration d'indépendance de l'Ukraine en 1991.

## Biographie
Opposant au gouvernement soviétique, il est membre du Comité Helsinki et a été déclaré « prisonnier de conscience » par Amnesty International.
Après la disparition de l'Union soviétique, il dirige le Parti républicain .
Proche du Congrès des nationalistes ukrainiens et des groupes issus de la révolution orange, il se distingue par ses appels antisémites.